# SNA Europe
Pour les articles homonymes, voir SNA.
SNA Europe est une entreprise européenne d'outillage. Elle est née en 2005 de la fusion de Bahco et de Herramientas Eurotools.